# Celebrity MasterChef Italia (prima edizione)
La prima edizione del talent show culinario Celebrity MasterChef Italia, composta da 4 puntate e 8 episodi, è stata trasmessa dal 16 marzo al 6 aprile 2017 su Sky Uno. I giudici sono stati Bruno Barbieri, Joe Bastianich e Antonino Cannavacciuolo. Lo show è prodotto da Endemol Shine.
L'edizione viene replicata in chiaro su TV8 dal 19 novembre al 10 dicembre 2017.

## Concorrenti
| Nome                   | Età | Città               | Occupazione                          | Posizione | Prove vinte | Individuali | In brigata |
| ---------------------- | --- | ------------------- | ------------------------------------ | --------- | ----------- | ----------- | ---------- |
| Roberta Capua          | 48  | Napoli              | Conduttrice televisiva               | 1º        | 4           | 3           | 1          |
| Nesli                  | 36  | Senigallia          | Cantautore                           | 2º        | 3           | 2           | 1          |
| Marisa Passera         | 44  | Milano              | Conduttrice televisiva e radiofonica | 3º        | 3           | 2           | 1          |
| Filippo Magnini        | 35  | Pesaro              | Nuotatore                            | 4º        | 1           | 0           | 1          |
| Elena Di Cioccio       | 42  | Milano              | Attrice e conduttrice                | 5º        | 3           | 1           | 2          |
| Alex Britti            | 48  | Roma                | Cantautore                           | 6º        | 1           | 0           | 1          |
| Mara Maionchi          | 75  | Bologna             | Produttrice discografica             | 7º        | 2           | 1           | 1          |
| Antonio Capitani       | 58  | Porto Santo Stefano | Astrologo                            | 8º        | 1           | 0           | 1          |
| Maria Grazia Cucinotta | 48  | Messina             | Attrice                              | 9º        | 0           | 0           | 0          |
| Enrica Guidi           | 32  | Livorno             | Attrice                              | 10º       | 1           | 1           | 0          |
| Stefano Meloccaro      | 52  | Rieti               | Giornalista sportivo                 | 11º       | 0           | 0           | 0          |
| Serra Yılmaz           | 62  | Istanbul            | Attrice                              | 12º       | 0           | 0           |            |

### Tabella delle eliminazioni
| ...................... | 1                   | 1                   | 2                    | 2                    | 3                   | 3                   | 4                     | 4                     |
| Mystery Box            | Enrica Alex Roberta | Enrica Alex Roberta | Marisa Elena Roberta | Marisa Elena Roberta | Nesli Filippo Elena | Nesli Filippo Elena | Nesli Filippo Roberta | Nesli Filippo Roberta |
| Roberta                | ULTIMI 11           | ULTIMI 5            | PRIMA                | PRIMI 4              | ULTIMI 3            | ULTIMI 4            | PRIMA                 | VINCITRICE            |
| Nesli                  | ULTIMI 11           | PRIMI 5             | SALVO                | ULTIMI 4             | SALVO               | ULTIMI 3            | IMMUNE                | SECONDO               |
| Marisa                 | ULTIMI 11           | PRIMI 5             | SALVA                | ULTIMI 4             | SALVA               | PRIMA               | ELIMINATA             |                       |
| Filippo                | ULTIMI 11           | ULTIMI 5            | SALVO                | PRIMI 4              | SALVO               | ULTIMI 5            | ELIMINATO             |                       |
| Elena                  | ULTIMI 11           | PRIMI 5             | ULTIMI 3             | PRIMI 4              | PRIMA               | ELIMINATA           |                       |                       |
| Alex                   | ULTIMI 11           | ULTIMI 5            | SALVO                | PRIMI 4              | ULTIMI 2            | ELIMINATO           |                       |                       |
| Mara                   | ULTIMI 11           | PRIMI 5             | PRIMA                | ULTIMI 4             | ELIMINATA           |                     |                       |                       |
| Antonio                | ULTIMI 11           | PRIMI 5             | ULTIMI 3             | ELIMINATO            |                     |                     |                       |                       |
| Maria Grazia           | ULTIMI 11           | ULTIMI 5            | ELIMINATA            |                      |                     |                     |                       |                       |
| Enrica                 | IMMUNE              | ELIMINATA           |                      |                      |                     |                     |                       |                       |
| Stefano                | ELIMINATO           |                     |                      |                      |                     |                     |                       |                       |
| Serra                  | ELIMINATA           |                     |                      |                      |                     |                     |                       |                       |

## Dettaglio delle puntate

### Prima puntata
Data: giovedì 16 marzo 2017

#### Episodio 1
Partecipanti: Alex, Antonio, Elena, Enrica, Filippo, Mara, Maria Grazia, Marisa, Nesli, Stefano, Serra, Roberta.
- Mystery Box
  - Tema: Gli ingredienti portati dai concorrenti.
  - Ingredienti: Riso soffiato (Nesli), Uova e farina (Mara), Spinaci (Filippo), Carne macinata (Maria Grazia), Mela (Elena), Pomodori (Enrica), Carne secca (Alex), Cipolla di Tropea (Marisa), Pepe della Giamaica (Serra), Alici (Antonio), Melanzane (Roberta), Litchi (Stefano)
  - Piatti migliori: Arcobaleno (Enrica), Master Blues Burger (Alex), Mystery Box caduta dal cielo (Roberta).
  - Vincitore: Enrica.
- Pressure Test
  - Sfidanti: Alex, Antonio, Elena, Filippo, Mara, Mariagrazia, Marisa, Nesli, Stefano, Serra, Roberta.
  - Prima prova: sfilettare perfettamente una ricciola in 15 minuti (si salvano Elena, Filippo, Nesli, Maria Grazia e Roberta)
  - Ospite: Lionello Cera.
  - Seconda prova: preparare un piatto con gli scarti della ricciola in 45 minuti ispirandosi al piatto dello chef. (si salvano Alex, Antonio, Mara e Marisa)
  - Eliminati: Serra e Stefano.

#### Episodio 2
Partecipanti: Alex, Antonio, Elena, Enrica, Filippo, Mara, Maria Grazia, Marisa, Nesli, Roberta.
- Prova in Esterna
  - Sede: Politecnico di Milano.
  - Ospiti: 150 studenti.
  - Tema: Preparare un menu completo.
  - Prima prova: Pelare in 10 minuti il maggior numero di patate possibili, il vincitore diventa caposquadra. Vince Mariagrazia.
  - Squadra blu: Antonio (caposquadra), Elena, Mara, Marisa, Nesli.
  - Squadra rossa: Maria Grazia (caposquadra), Alex, Enrica, Filippo, Roberta.
  - Piatti del menù: Fusilli al pesto, pollo alla cacciatora, tortino di patate e tiramisù (squadra rossa). Risotto alla milanese, hamburger e patatine fritte, panna cotta ai frutti rossi (squadra blu).
  - Vincitori: Squadra blu.
- Pressure Test
  - Sfidanti: Alex, Maria Grazia, Enrica, Filippo, Roberta. I giudici danno la possibilità a Maria Grazia di salvare qualcuno della squadra e sceglie Alex.
  - Prima prova: Cucinare un piatto a libera scelta in 20 minuti (si salva Filippo).
  - Seconda prova: Cucinare un piatto a libera scelta in 15 minuti (si salva Roberta).
  - Terza prova: Cucinare un piatto a libera scelta in 10 minuti (si salva Maria Grazia).
  - Eliminata: Enrica.

### Seconda puntata
Data: giovedì 23 marzo 2017

#### Episodio 3
Partecipanti: Alex, Antonio, Elena, Filippo, Mara, Maria Grazia, Marisa, Nesli, Roberta.
- Mystery Box
  - Tema: Gli ingredienti meno conosciuti e usati.
  - Ingredienti: funghi shitake, ricotta di pecora nera, foie gras, fregola sarda, mango, pomodori neri, lupini di mare, sedano rapa, animelle di vitello e anguilla.
  - Piatti migliori: Ejà, la fregola c'è (Elena), Spiedino di anguilla (Roberta), Anima in fregola (Marisa)
  - Vincitrice: Marisa.
- Invention Test
  - Tema: Ai confini del gusto.
  - Ospite: Daniel Facen.
  - Proposte: Capesante e rabarbaro, ostriche e mirtilli e lumache di terra e pompelmo rosa. Marisa per sé sceglie capesante e rabarbaro mentre per gli altri concorrenti sceglie ostriche e mirtilli.
  - Piatti migliori: Ostriche nel frutteto (Mara), Cotolette di ostriche con salsa viola (Roberta).
  - Piatti peggiori: Ostriche in guscio di carasau (Antonio), Ostriche in vacanza (Elena), Ostriche al profumo di arancia (Maria Grazia),
  - Eliminata: Maria Grazia.

#### Episodio 4
Partecipanti: Alex, Antonio, Elena, Filippo, Mara, Marisa, Nesli, Roberta.
- Prova in Esterna
  - Sede: Montalcino, colline della Val d'Orcia.
  - Ospiti: 50 vendemmiatori.
  - Tema: Il pranzo della Benfinita.
  - Squadra blu: Roberta (caposquadra), Alex, Elena, Filippo.
  - Squadra rossa: Mara (caposquadra), Marisa, Nesli, Antonio.
  - Piatti del menù: Pici alle briciole di pane, scottiglia di cinghiale, ciambellone casereccio e moscardello.
  - Vincitori: Squadra blu.
- Pressure Test
  - Sfidanti: Antonio, Mara, Marisa, Nesli.
  - Ospite: Iginio Massari.
  - Prima prova: Preparare tre creme ganache in 30 minuti (si salvano Mara e Marisa).
  - Seconda prova: Preparare dodici macaron in 90 minuti da inserire in un apposito astuccio (si salva Nesli).
  - Eliminato: Antonio.

### Terza puntata
Data: giovedì 30 marzo 2017

#### Episodio 5
Partecipanti: Alex, Elena, Filippo, Mara, Marisa, Nesli, Roberta.
- Mystery Box
  - Tema: Il decimo ingrediente portato da familiari e amici.
  - Ingredienti:  Farina di mais, parmigiano, patate ratte, magatello di vitello, gamberi, lardo, pomodori gialli, coste e paprika affumicata. Peperone (Filippo), tonno in scatola (Elena), fegato (Roberta), burro di noccioline (Marisa), salmone (Alex), pesce spatola (Mara), lenticchie (Nesli). I familiari e amici dovranno cucinare a staffetta con i concorrenti.
  - Piatti migliori: Vitello tonnato con maionese di mare (Elena), Perfettamente sbagliato (Nesli), Crema di peperoni con gambero rosso (Filippo)
  - Vincitore: Nesli.
- Invention Test
  - Tema: Gli ingredienti sconosciuti.
  - Proposte:  Giaca (frutto enorme, al sapore di porchetta se cotto), mini patisson (ortaggio simile ad un misto tra zucca, zucchina e cetriolo) e cococha (gola di baccalà). Nesli ha scelto per sé stesso e Mara la cococha mentre per gli altri concorrenti assegna la giaca a Marisa, Filippo e Elena e la mini patission a Alex e Roberta.
  - Piatto migliore: Thai Jack (Elena)
  - Piatti peggiori: Tonno scioccato allo zabajone (Alex), Mare e monti (Mara), Chi ha paura dell'uovo nero (Roberta)
  - Eliminata: Mara. Alex va direttamente al Pressure Test.

#### Episodio 6
Partecipanti: Elena, Filippo, Marisa, Nesli, Roberta.
- Prova in Esterna
  - Sede: Francia, Megève.
  - Ospiti: Emmanuel Renaut.
  - Tema: L'alta cucina. I concorrenti dovranno gareggiare singolarmente.
  - Piatti del menù: Spaghetti di salsifis leggermente affumicati con tartufo d’Alba (Roberta), Porcino in crosta accompagnato da un’insalata di erbe (Filippo),  biscotto di luccio accompagnato da una salsa di cipolle ed erbe selvatiche (Elena), Piccione cotto al fieno con salsa di ginepro (Marisa) e Tortina al cioccolato e legno (Nesli)
  - Vincitrice: Marisa.
- Pressure Test
  - Sfidanti: Alex, Elena, Filippo, Nesli, Roberta.
  - Tema: Cucinare a ritmo dello chef. Quando lo chef alza le mani la prova è finita.
  - Prima prova: Cucinare a ritmo con Joe Bastianich il Duck Club Sandwich (si salva Filippo)
  - Seconda prova: Cucinare a ritmo con Antonino Cannavacciuolo pasta e patate con scorfano e vongole (si salva Roberta)
  - Terza prova: Cucinare a ritmo con Bruno Barbieri Faraona in porchetta con guazzetto di vongole (si salva Nesli)
  - Eliminati: Alex e Elena.

### Quarta puntata
Data: giovedì 6 aprile 2017

#### Episodio 7 (Semifinale)
Partecipanti: Filippo, Marisa, Nesli, Roberta. 
- Mystery Box
  - Tema: Indovinare in 5 assaggi gli ingredienti di una zuppa di pesce utilizzabili poi nel proprio piatto.
  - Ingredienti: Farina, guanciale, mandorle, barbabietole e limone. Filippo si aggiudica astice, peperoncino, funghi porcini, patate e uova di quaglia. Per Marisa tonno, ceci, calamari e porri. Per Nesli pomodori, scampi e broccoli. Per Roberta cozze, triglia, piselli e aglio.
  - Piatti realizzati: Astice e porcini (Filippo), Scampi al guanciale (Nesli), Triglia su crema di piselli (Roberta).
  - Vincitore: Nesli.
- Invention Test
  - Tema: La spesa dei giudici. Nesli, in qualità di vincitore della Mystery Box, accede direttamente alla finale.
  - Vincitore: Roberta.
  - Eliminati: Filippo e Marisa.

#### Episodio 8 (Finale)
Partecipanti: Nesli e Roberta
- Ristorante di Masterchef
  - Menù degustazione Tra cielo e terra di Nesli: Disegni dal cielo, Terra nostra, Mare dentro, Sospeso.
  - Menù degustazione Una gita al mare di Roberta: Bocconcino di bufala al gambero rosso, Gazpacho ai frutti rossi, Catalana di astice agli agrumi, Risotto nero con sorpresa, Capesante zucca e caffè, Cheesecake all'avocado.
  - Vincitore della prima edizione di Celebrity Masterchef Italia: Roberta Capua

## Ascolti
| Puntata | Episodio | Sky Uno       | Sky Uno        | Sky Uno |
| Puntata | Episodio | Messa in onda | Telespettatori | Share   |
| ------- | -------- | ------------- | -------------- | ------- |
| 1       | 1        | 16 marzo 2017 | 1 184 000      | 4,50%   |
| 1       | 2        | 16 marzo 2017 | 949 000        | 4,10%   |
| 2       | 3        | 23 marzo 2017 | 1 042 000      | 3,90%   |
| 2       | 4        | 23 marzo 2017 | 925 000        | 4,40%   |
| 3       | 5        | 30 marzo 2017 | 969 000        | 3,80%   |
| 3       | 6        | 30 marzo 2017 | 774 000        | 3,90%   |
| 4       | 7        | 6 aprile 2017 | 953 000        | 3,70%   |
| 4       | 8        | 6 aprile 2017 | 859 000        | 4,00%   |